# Chlebnikowo (Kaliningrad)
Chlebnikowo (russisch Хлебниково, deutsch Schilleningken, 1938 bis 1945 Ebertann, litauisch Šilininkai) ist eine Siedlung in der russischen Oblast Kaliningrad. Sie gehört zur kommunalen Selbstverwaltungseinheit Munizipalkreis Krasnosnamensk im Rajon Krasnosnamensk.

## Geographische Lage
Chlebnikowo liegt zwei Kilometer südwestlich des Stadtzentrums von Krasnosnamensk (Lasdehnen/Haselberg) an der Kommunalstraße 27K-398, welche die Rajonstadt mit der Ausfallstraße (Kommunalstraße 27K-105) nach Uslowoje (Rautenberg) verbindet. Eine Bahnanbindung besteht nicht.

## Geschichte

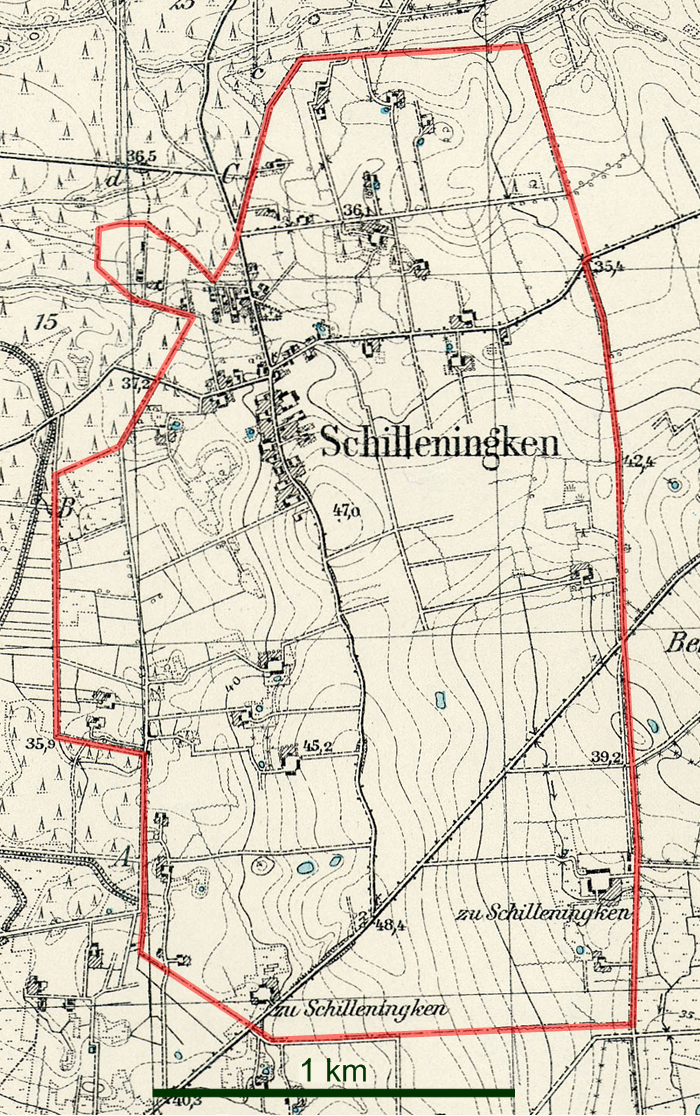
Die Gemeinde Schilleningken, Ksp. Lasdehnen, auf einem Messtischblatt von 1936

Der Ort wurde 1539 als Schilnigk zuerst erwähnt. Um 1780 war Schilleningken ein meliertes Dorf. 1874 wurde die Landgemeinde Schilleningken dem neu gebildeten Amtsbezirk Lasdehnen im Kreis Pillkallen zugeordnet. Zur Unterscheidung vom ebenfalls im Kreis Pillkallen befindlichen Schilleningken, das zum Kirchspiel Schirwindt gehörte, erhielt der Ort den Zusatz Kirchspiel Lasdehnen, nachdem er zuvor auch mit dem Zusatz Groß bezeichnet worden war. 1938 wurde Schilleningken, Ksp. Lasdehnen, in Ebertann umbenannt.
In Folge des Zweiten Weltkrieges kam der Ort 1945 mit dem nördlichen Ostpreußen zur Sowjetunion. 1947 erhielt er die russische Bezeichnung Chlebnikowo und wurde gleichzeitig dem Dorfsowjet Tolstowski selski Sowet im Rajon Krasnosnamensk zugeordnet. 1965 wurde der Ort selber Sitz eines Dorfsowjets. Von 2008 bis 2015 gehörte Chlebnikowo zur städtischen Gemeinde Krasnosnamenskoje gorodskoje posselenije, von 2016 bis 2021 zum Stadtkreis Krasnosnamensk und seither zum Munizipalkreis Krasnosnamensk.

### Einwohnerentwicklung
| Jahr | Einwohner | Bemerkungen                  |
| ---- | --------- | ---------------------------- |
| 1867 | 348       |                              |
| 1871 | 323       |                              |
| 1885 | 362       |                              |
| 1905 | 378       | davon 136 litauischsprachige |
| 1910 | 415       |                              |
| 1933 | 328       |                              |
| 1939 | 320       |                              |
| 1984 | ~ 190     |                              |
| 2002 | 322       |                              |
| 2010 | 329       |                              |
| 2021 | 300       |                              |

### Dorfsowjet/Dorfbezirk Chlebnikowo 1965–2008
Der Dorfsowjet Chlebnikowo (ru. Хлебниковский сельский Совет) wurde im Jahr 1965 eingerichtet. In ihm wurden (offenbar) der aufgelöste Dorfsowjet Saretschnoje mit dem nordöstlichen Teil des aufgelösten Dorfsowjets Tolstowo zusammengelegt. Nach dem Zerfall der Sowjetunion bestand die Verwaltungseinheit als Dorfbezirk Chlebnikowo (ru. Хлебниковский сельский округ). Im Jahr 2008 wurden die verbliebenen Orte des Dorfbezirks auf die Landgemeinden Alexejewka und Wesnowo sowie die städtische Gemeinde Krasnosnamensk verteilt, wobei man sich wieder an der Einteilung der Dorfsowjets von vor 1965 orientierte, indem die nordöstlich und südwestlich des Flusses Szeszuppe gelegenen Orte getrennt wurden.
| Ortsname                    | Name bis 1947/50 | Bemerkungen |
| --------------------------- | --- | --- |
| Belkino (Белкино)           | Groß Wersmeningken, 1938–1945:„Langenfelde“ | Der Ort wurde 1947 umbenannt und gehörte zunächst zum Dorfsowjet Tolstowski.                                                                                  |
| Chlebnikowo (Хлебниково)    | Schilleningken, 1938–1945:„Ebertann“ | Der Ort wurde 1947 umbenannt und gehörte zunächst zum Dorfsowjet Tolstowski. Verwaltungssitz.                                                                 |
| Danilewskoje (Данилевское)  | Trakinnen/ab 1928: zu Cäsarsruhe, und Laukehlischken/ab 1928: Cäsarsruhe                                                                                  | Der Ort wurde 1950 umbenannt und gehörte zunächst zum Dorfsowjet Tolstowski. Er verlor vor 1988 seine Eigenständigkeit.                                       |
| Illowaiskoje (Илловайское)  | Jucknaten, 1938–1945:„Meißnersrode“, und Lubinehlen, 1938–1945:„Lubenwalde“                                                                               | Der Ort wurde 1950 umbenannt und gehörte zunächst zum Dorfsowjet Nemanski und dann vermutlich zum Dorfsowjet Sarentschenski.                                  |
| Lwowskoje (Львовское)       | Payszeln/Payscheln, 1938–1945:„Insterwangen“ | Der Ort wurde 1950 umbenannt und gehörte zunächst zum Dorfsowjet Tolstowski. Er wurde vor 1988 verlassen.                                                     |
| Osjornoje (Озёрное)         | Alt Lubönen, 1938–1945:„Friedenswalde“ | Der Ort wurde 1947 umbenannt und gehörte zunächst zum Dorfsowjet Nemanski und dann möglicherweise zum Dorfsowjet Sarentschenski. Er wurde vor 1988 verlassen. |
| Plankino (Планкино)         | Bagdohnen [Fh.], 1938–1945:„Rodungen [Fh.]“ | Der Ort wurde 1950 umbenannt und gehörte zunächst zum Dorfsowjet Tolstowski. Er wurde vor 1975 verlassen.                                                     |
| Pogranitschny (Пограничный) | Schillehnen, 1938–1945:„Waldheide“, und Dirwehlen, 1938–1945:„Wehlen“                                                                                     | Der Ort wurde 1950 umbenannt und gehörte zunächst zum Dorfsowjet Nemanski und dann möglicherweise zum Dorfsowjet Sarentschenski.                              |
| Pugatschowo (Пугачёво)      | Neu Skardupönen, 1938–1945:„Grenzwald“ | Der Ort wurde 1950 umbenannt und gehörte zunächst zum Dorfsowjet Nemanski und dann vermutlich zum Dorfsowjet Sarentschenski.                                  |
| Samarskoje (Самарское)      | Bergershof | Der Ort wurde 1950 umbenannt und gehörte zunächst zum Dorfsowjet Tolstowski.                                                                                  |
| Saretschnoje (Заречное)     | Tulpeningken, 1938–1945:„Tulpeningen“, und Woitekaten, 1938–1945:„Ostfurt“                                                                                | Der Ort wurde 1950 umbenannt und gehörte zunächst zum Dorfsowjet Nemanski und war dann der Verwaltungssitz des Dorfsowjets Sarentschenski.                    |
| Scheikino (Шейкино)         | Bagdohnen, 1938–1945:„Rodungen“ | Der Ort wurde 1947 umbenannt und gehörte zunächst zum Dorfsowjet Tolstowski.                                                                                  |
| Schirokodolje (Широкодолье) | Antskrebben, 1938–1945:„Hutfelde“ | Der Ort wurde 1947 umbenannt und gehörte zunächst zum Dorfsowjet Tolstowski. Er wurde vor 1975 verlassen.                                                     |
| Selenodolje (Зеленодолье)   | Neu Lubönen, 1938–1945:„Memelwalde“ | Der Ort wurde 1947 umbenannt und gehörte zunächst zum Dorfsowjet Nemanski und dann möglicherweise zum Dorfsowjet Sarentschenski.                              |
| Smolenskoje (Смоленское)    | Neuhof-Lasdehnen, 1938–1945:„Altbaum“, Nickelstanaten und Uszeszuppen/Uscheschuppen                                                                       | Der Ort wurde 1950 umbenannt und gehörte zunächst zum Dorfsowjet Nemanski und dann vermutlich zum Dorfsowjet Sarentschenski. Er wurde vor 1988 verlassen.     |
| Suslowo (Суслово)           | Poplienen, 1938–1945:„Poplingen“ | Der Ort wurde 1950 umbenannt und gehörte zunächst zum Dorfsowjet Tolstowski. Er wurde vor 1975 verlassen.                                                     |
| Tolstowo (Толстово)         | Löbegallen, 1938–1945:„Löbenau“ | Der Ort wurde 1947 umbenannt und war zunächst der Verwaltungssitz des Dorfsowjets Tolstowski.                                                                 |
| Udarnoje (Ударное)          | Maszuiken/Maschuiken, 1938–1945:„Blockswalde“, Endruscheiten, 1938–1945:„Kleinluben“, Uszproduppen/Uschproduppen, 1938–1945:„Dachsheide“, und Johannishof | Der Ort wurde 1950 umbenannt und gehörte zunächst zum Dorfsowjet Nemanski und dann vermutlich zum Dorfsowjet Sarentschenski. Er wurde vor 1988 verlassen.     |
| Wyschkino (Вышкино)         | Königshuld I | Der Ort wurde 1950 umbenannt und gehörte zunächst zum Dorfsowjet Tolstowski. Er wurde vor 1988 verlassen.                                                     |

## Kirche
Mehrheitlich war die Bevölkerung Schilleningkens resp. Ebertanns vor 1945 evangelischer Konfession und somit in das Kirchspiel der Kirche Lasdehnen eingepfarrt. Sie war Teil des Kirchenkreises Pillkallen (Schloßberg) innerhalb der Kirchenprovinz Ostpreußen der Kirche der Altpreußischen Union. Heute liegt Chlebnikowo im Einzugsbereich der in den 1990er Jahren neu entstandenen evangelisch-lutherischen Gemeinde in Sabrodino (Lesgewangminnen, 1938 bis 1946 Lesgewangen) innerhalb der Propstei Kaliningrad (Königsberg) der Evangelisch-lutherischen Kirche Europäisches Russland.